# Hora Svatého Václava

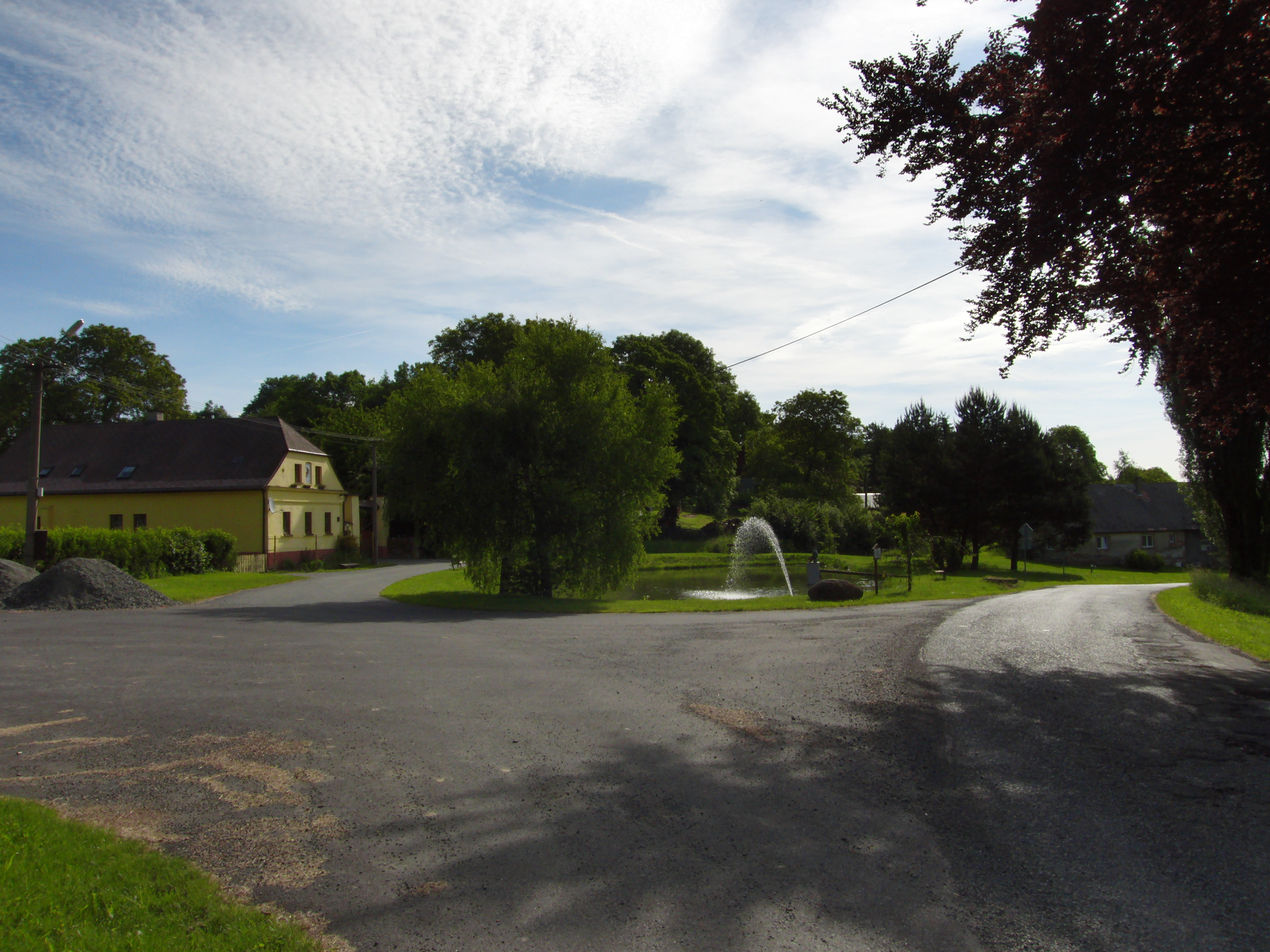
Dorfplatz von Hora Svatého Václava

Hora Svatého Václava (deutsch Berg) ist eine Gemeinde in Tschechien. Sie liegt fünf Kilometer nordwestlich von Poběžovice in 572 m am Osthang des Oberpfälzer Waldes. Die Katasterfläche beträgt 765 ha.

## Nachbargemeinden
Die Nachbargemeinden (im Uhrzeigersinn) sind: Mutěnín (Muttersdorf), Drahotín (Trohatin), Hvožďany u Poběžovic (Hoslau), Poběžovice (Ronsperg), Rybník nad Radbuzou (Waier)
| Mutěnín (Muttersdorf) 2,7 km | Mutěnín (Muttersdorf) 2,7 km                | Drahotín 1 km               |
| Rybník nad Radbuzou 4,7 km   | Kompassrose, die auf Nachbargemeinden zeigt | Drahotín 1 km               |
| Poběžovice 2 km              | Poběžovice 2 km                             | Hvožďany u Poběžovic 2,5 km |

## Geographie
Das Dorf befindet sich am Rande des Naturparks Český les. Nachbarorte sind Šidlákov im Westen, Drahotín im Osten, Načetín im Süden und Šibanov im Südwesten.

## Geschichte
Der Ort wurde 1239 erstmals urkundlich erwähnt und entstand vermutlich um eine alte Veste. Die Kirche St. Wenzel ist seit 1384 belegbar, schon zu dieser Zeit war sie Pfarrkirche.
Berg war anfänglich der Burg Hirschstein untertänig, nach dem Aussterben der Hirschsteiner kam es zur Herrschaft Teinitz. 1587 bestand das Dorf aus sechs Höfen. 1707 wurde in Berg, das in alten Schriften auch als Bergium oder Mons St.Wenceslai bezeichnet wurde, ein neues Pfarr- und Schulhaus errichtet. 1788 erhielt die Kirche, die zwischenzeitlich dem  Kloster Stockau zugeordnet worden war, wieder den Status einer Pfarrkirche. 1839 hatte das Dorf 173 Einwohner. Berg bildete ab der Mitte des 19. Jahrhunderts eine Gemeinde im Gerichtsbezirk Ronsperg bzw. im Bezirk Bischofteinitz.
Die Bewohner des Ortes ernährten sich von der Landwirtschaft, in der der Flachsanbau eine große Rolle spielte, und der Flachsspinnerei. Daneben verdienten sich einige Bewohner in Glashütten des Oberpfälzer Waldes ihren Lebensunterhalt. 1913 lebten in Berg 165 Menschen. Das Pfarrhaus brannte im Jahre 1927 nieder und wurde 1932 wieder aufgebaut.
Zu Berg gehörten zu dieser Zeit die Ortsteile Schiefernau und Zeisermühl. 
Nach dem Münchner Abkommen wurde Berg dem Deutschen Reich zugeschlagen und gehörte bis 1945 zum Landkreis Bischofteinitz. Die überwiegend deutschsprachige Bevölkerung wurde nach 1945 vertrieben.
Während sich die Bevölkerung überwiegend in der Landwirtschaft betätigte, wurde wintersüber auch geklöppelt.
Im Ersten Weltkrieg fielen 6, im Zweiten Weltkrieg 9 Soldaten.

## Gemeindegliederung
Die Gemeinde Hora Svatého Václava besteht aus den Ortsteilen und Katastralbezirken Hora Svatého Václava, Načetín (Natschetin) und Šidlákov (Schilligkau). Auf den Fluren liegt auch die aufgelassene Einschicht Bilý Mlýn (Weißmühle).

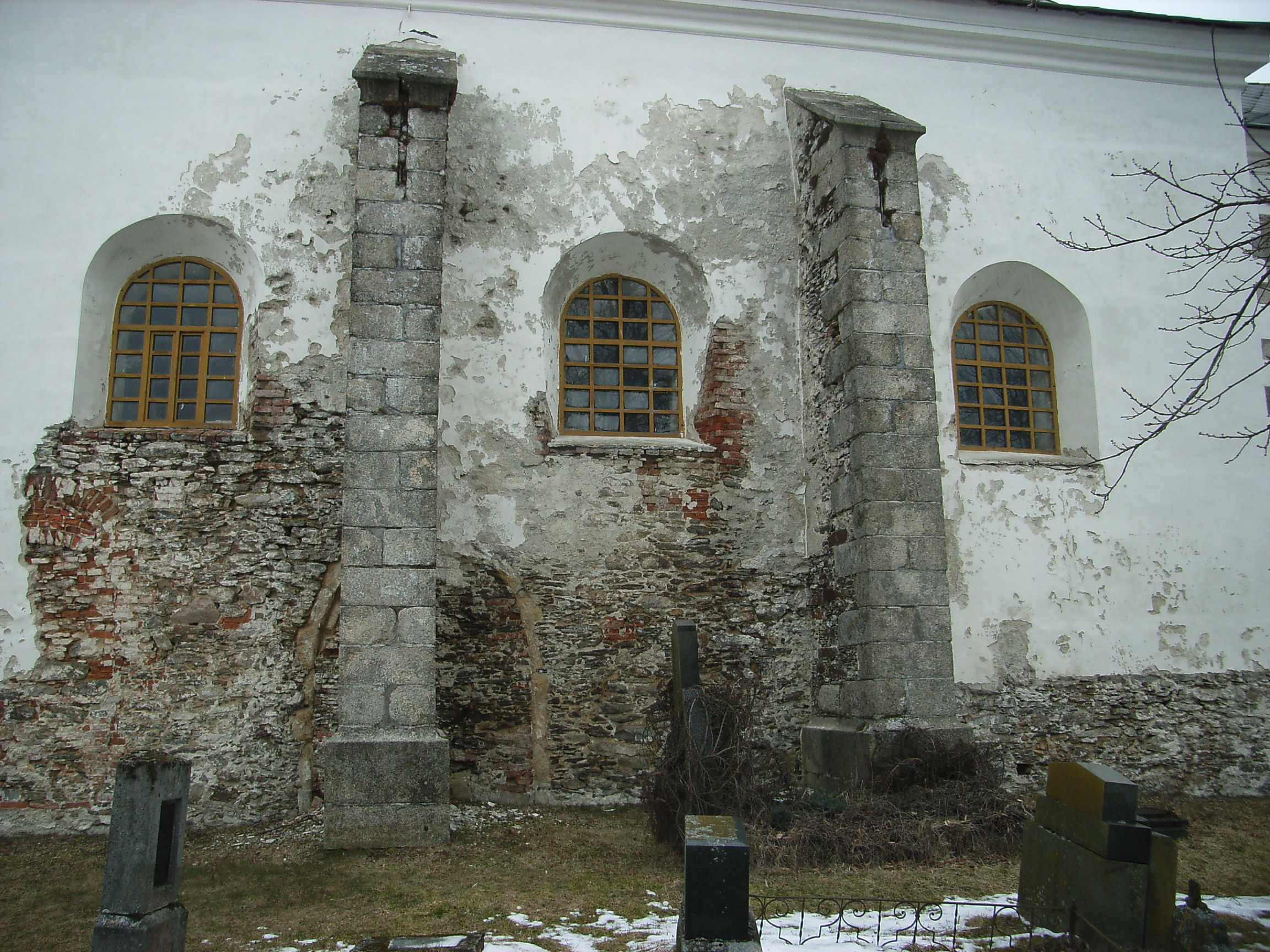
Südseite der Kirche
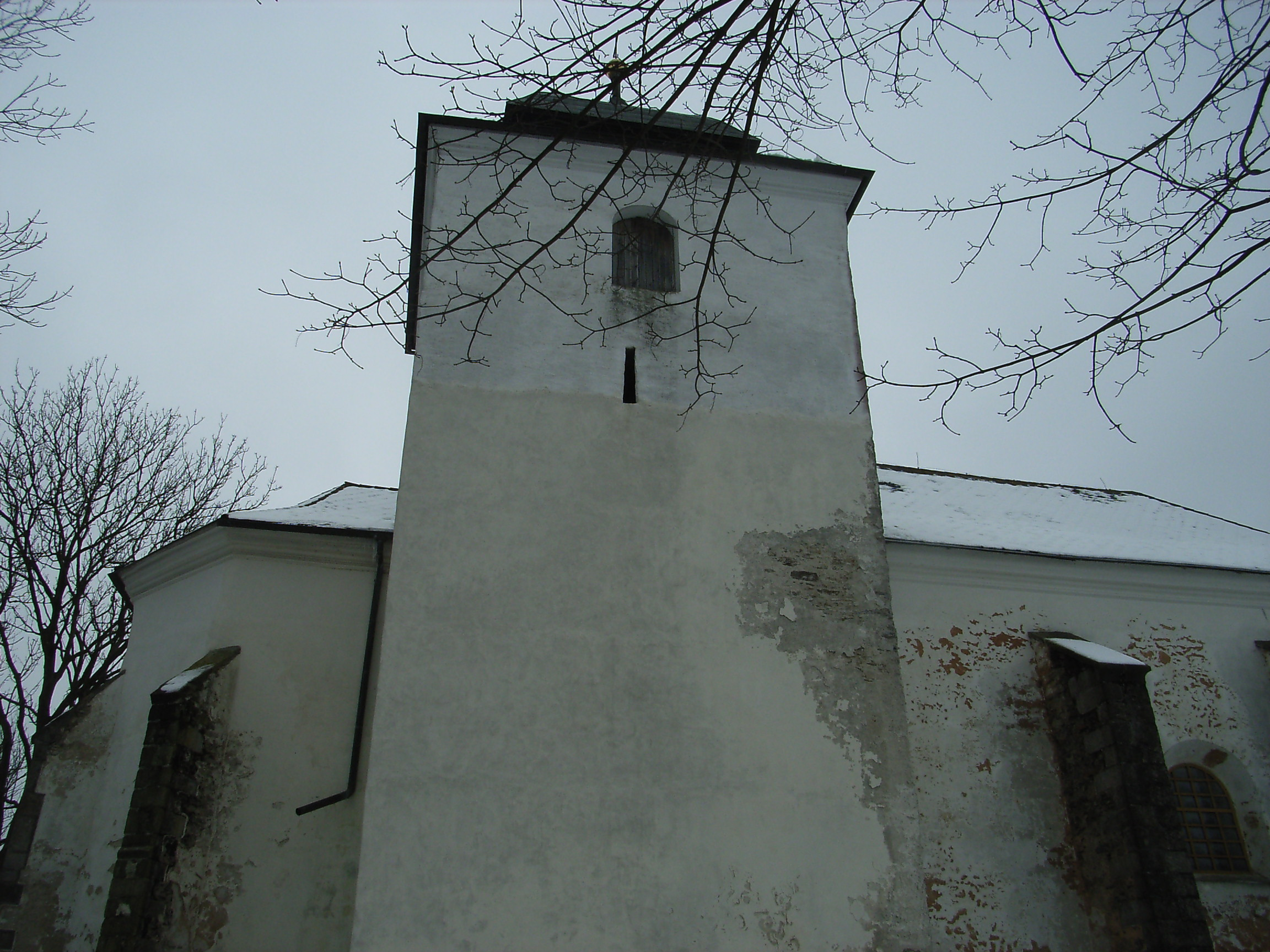
Kirchturm
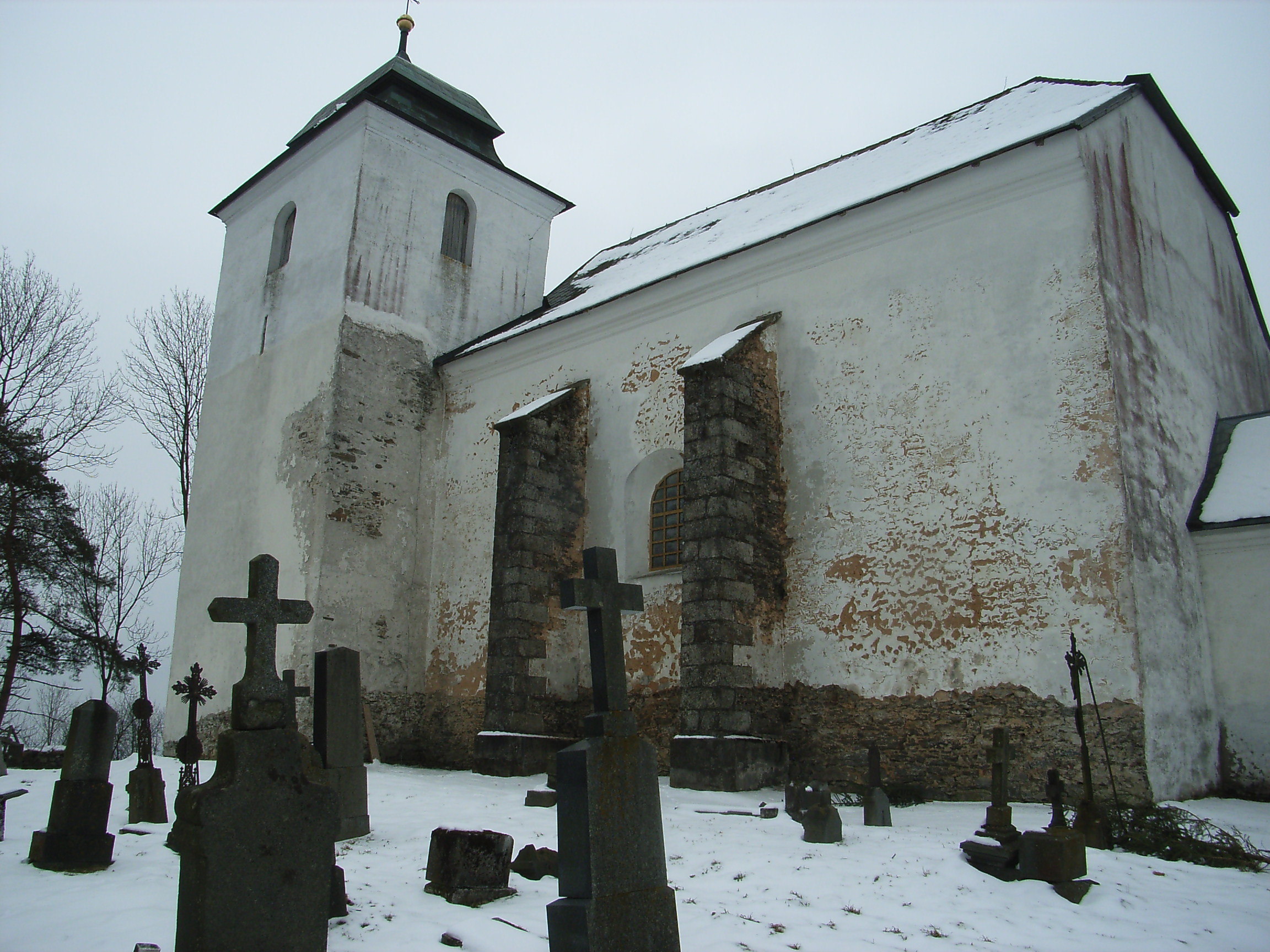
Nordseite der Kirche
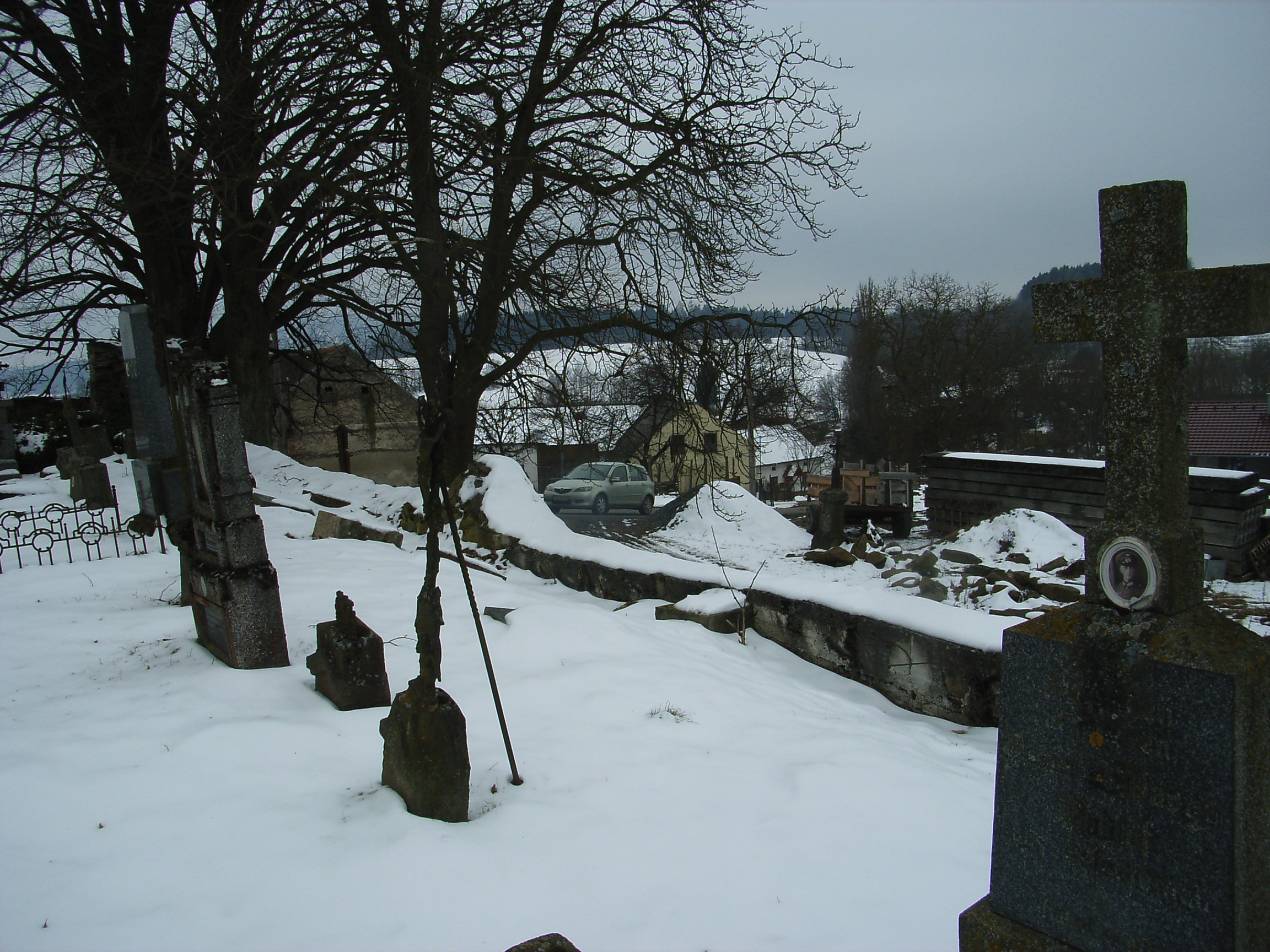
Das Dorf vom Kirchhof aus gesehen

## Sehenswürdigkeiten
Die St. Wenzelskirche wurde zum Baudenkmal erklärt, sie befindet sich in einem schlechten Bauzustand.